# Médaille des mines de la Sarre
La médaille des mines de la Sarre est une médaille française décernée aux ouvriers ayant longuement travaillé dans les mines du territoire du bassin de la Sarre dans l'actuel Land de Sarre.